# Station Gifhorn Stadt
Station Gifhorn Stadt (Bahnhof Gifhorn Stadt) is een spoorwegstation in de Duitse plaats Gifhorn, in de deelstaat Nedersaksen. Het station ligt aan de spoorlijn Gifhorn - Wieren, vroeger takte hier ook de spoorlijn naar Celle af. Het station ligt midden in het centrum van Gifhorn, daarnaast is er ook het station Gifhorn aan de spoorlijn Berlijn - Lehrte.

## Indeling
Het station beschikt over twee zijperrons, die niet zijn overkapt maar voorzien van abri's. De perrons zijn onderling met elkaar verbonden via de overweg in de straat Braunschweiger Straße. Aan de noordzijde van het station bevinden zich een parkeerterrein, busstation, taxistandplaats en een fietsenstalling. Het stationsgebouw staat hier ook en wordt nu gebruikt als horecagelegenheid. Ook het seinhuis van Gifhorn-Stadt zit in dit gebouw.

## Verbindingen
De volgende treinserie doet het station Gifhorn Stadt aan:
| Serie | Treinsoort           | Route                                           | Bijzonderheden             |
| ----- | -------------------- | ----------------------------------------------- | -------------------------- |
| RB 47 | Regionalbahn (Erixx) | Braunschweig Hbf – Gifhorn – Wittingen – Uelzen | Rijdt eenmaal per twee uur |